# Young-Oak Kim
Young-Oak Kim(김영옥, 金永玉), korejsko-ameriški častnik, * 1919, † 29. december 2005.
Kim je bil prvi član etnične manjšine, ki je poveljeval bojnemu bataljonu ameriške kopenske vojske in sicer med korejsko vojno.